# 瓦西里夫卡 (胡里夫卡市鎮)
48°15′27″N 32°48′47″E / 48.25750°N 32.81306°E
瓦西里夫卡（烏克蘭語：Василівка）是位於烏克蘭中部的村莊，由基洛夫格勒州的克羅皮夫尼茨基區的胡里夫卡市鎮負責管轄。該村始建於1843年，面積3.11平方公里，海拔高度148米，2001年人口745，人口密度每平方公里239.55人。